# Phlomis grandiflora
Phlomis grandiflora là một loài thực vật có hoa trong họ Hoa môi. Loài này được H.S.Thomps. miêu tả khoa học đầu tiên năm 1905.